# OMV Petrom
SNP Petrom — державна нафтова компанія в Румунії. 
На початку XXI ст. — SNP Petrom найбільша в Східній Європі. Майно компанії оцінюється в 2 млрд дол. 
У 2003 р. Румунія почала приватизацію компанії. Приватизовані два нафтопереробних заводи, декілька нафтових родовищ і близько 600 бензозаправних станцій. Участь в приватизації SNP Petrom взяли Royal Dutch Shell, TotalFinaElf, австрійська OMV, угорська MOL і російський ЛУКОЙЛ (Gulf News Online).